# Kerry James Marshall
Pour les articles homonymes, voir Marshall.
Kerry James Marshall est un peintre américain né le 17 octobre 1955 à Birmingham, dans l'Alabama. Son œuvre est une réaction à la faible représentation des Noirs au cours de l'histoire de l'art. Lui-même Afro-Américain, il les figure par exemple pendant leurs loisirs dans l'une de ses toiles majeures, Past Times, de 1997.